# Емельяновка (река)
Емельяновка — река в Санкт-Петербурге, левый приток реки Екатерингофки. Исток реки располагался в 1 километре западнее нынешнего пересечения проспекта Маршала Жукова и дороги на Турухтанные острова.

## История
Название известно с 1722 года и происходит, вероятно, от имени или фамилии землевладельца.
Протекала через деревню Емельяновка, находившуюся в Петергофском пригородном участке к югу от Путиловского завода и к западу от Петергофского шоссе (ныне проспект Стачек) в сторону Финского залива.
Река частично засыпана в 1960-х годах, сохранился небольшой участок русла и устье на территории Кировского завода.